# Валь-дю-Мен
Валь-дю-Мен (фр. Val-du-Maine) — муніципалітет у Франції, у регіоні Пеї-де-ла-Луар, департамент Маєнн. Валь-дю-Мен утворено 1 січня 2017 року шляхом злиття муніципалітетів Балле i Епіне-ле-Сегін. Адміністративним центром муніципалітету є Балле. Населення — 967 осіб (01.01.2021).